# Rudolf Schwarz (dirigent)
Rudolf Schwarz (Wenen, 29 april 1905 - Wenen 20 januari 1994) is een van oorsprong Oostenrijks muzikant en dirigent, die later naar het Verenigd Koninkrijk vertrok.

## Leven
Als jongetje studeerde hij al piano en viool; later trad hij als altviolist toe tot de Wiener Philharmoniker. In 1924 werd hij assistent-dirigent bij de Opera van Düsseldorf. Van 1927 tot 1933 was hij dirigent bij de Karlsruhe Opera, maar viel in ongenade in nazi-Duitsland. Daarna werd hij muzikaal directeur van de Joods Culturele Unie van Berlijn, totdat hij in 1941 werd opgepakt en gedeporteerd naar Bergen-Belsen. Hij overleefde het verblijf in dit concentratiekamp en vertrok naar Zweden en daarna naar het Verenigd Koninkrijk. 

## Dirigent van
- 1923-1927: Düsseldorf Opera (assistent);
- 1927-1933: Karlsruhe Opera;
- 1947-1951: Bournemouth Symphony Orchestra;
- 1951-1957: City of Birmingham Symphony Orchestra;
- 1957-1962: BBC Symphony Orchestra;
- 1964-1973: Northern Symphony Orchestra.

- Bibsys: 8001514
- Biblioteca Nacional de España: XX1673000
- Bibliothèque nationale de France: cb13927677g (data)
- Gemeinsame Normdatei: 134517547
- International Standard Name Identifier: 0000 0001 1463 4395
- Library of Congress Control Number: n87809428
- MusicBrainz: 9b8c77c7-a23e-4615-97f4-8fcfda5bf74a
- Nationale bibliotheek van Australië: 36049248
- Nationale Bibliotheek van Israël: 987007406742905171
- Nationale Bibliotheek van Polen: a0000002889531
- Nationale en Universitaire bibliotheek Zagreb: 000661232
- Nederlandse Thesaurus van Auteursnamen: 167705113
- Réseau des bibliothèques de Suisse occidentale: 02-A012326765
- SNAC: w6sp5jr7
- Système universitaire de documentation: 07897433X
- Trove: 1201915
- Virtual International Authority File: 117808720
- WorldCat: E39PBJkxJGqBKHqvRc7qg6w6Kd